# Barnby in the Willows
 (janvier 2024).
Barnby in the Willows est un village du Nottinghamshire, en Angleterre.